# Первомайське (Гур'євський міський округ)
Первомайське (рос. Первомайское) — селище Гур'євського міського округу, Калінінградської області Росії. Входить до складу Добринського сільського поселення.
Населення —  119 осіб (2015 рік). 

## Населення
| 2002 | 2010 |
| ---- | ---- |
| 115  | ↗119 |